# Перђине Валсугана
Перђине Валсугана (итал. Pergine Valsugana) је насеље у Италији у округу Тренто, региону Трентино-Јужни Тирол.
Према процени из 2011. у насељу је живело 11538 становника. Насеље се налази на надморској висини од 477 м.

## Становништво
Према резултатима пописа становништва 2011. у општини је живело 20.446 становника.
| 1931.  | 1936.  | 1951.  | 1961.  | 1971.  | 1981.  | 1991.  | 2001.  | 2011.  |
| ------ | ------ | ------ | ------ | ------ | ------ | ------ | ------ | ------ |
| 11.319 | 11.178 | 11.344 | 11.964 | 12.679 | 13.721 | 15.009 | 16.901 | 20.446 |

## Партнерски градови
- Амштетен, Pergine Valdarno